# Push Pull (альбом)
Push Pull — шестой студийный альбом американской рок-группы Hoobastank, выпущенный 25 мая 2018 на лейбле Napalm Records
Альбом добрался до 35 места чарта независимых альбомов журнала «Billboard».
| Оценки критиков | Оценки критиков |
| Источник        | Оценка          |
| --------------- | --------------- |
| AllMusic        | [ 3 ]           |

## Трек-лист
Слова и музыка всех песен — Дуглас Робб, Дэниэл Эстрин, Крис Хисс, Джизз Чартлэнд, кроме отмеченных.
| №                   | Название                                  | Автор(ы)                  | Длительность |
| ------------------- | ----------------------------------------- | ------------------------- | ------------ |
| 1.                  | «Don't Look Away»                         |                           | 3:29         |
| 2.                  | «Push Pull»                               |                           | 3:08         |
| 3.                  | «More Beautiful»                          |                           | 3:53         |
| 4.                  | «Head over Heels» (Tears for Fears cover) | Roland Orzabal Curt Smith | 3:58         |
| 5.                  | «True Believer»                           |                           | 3:21         |
| 6.                  | «Just Let Go (Who Cares If We Fall)»      |                           | 2:58         |
| 7.                  | «Better Left Unsaid»                      |                           | 3:34         |
| 8.                  | «We Don't Need the World»                 |                           | 3:56         |
| 9.                  | «Buzzkill (Before You Say Goodbye)»       |                           | 3:58         |
| 10.                 | «Fallen Star»                             |                           | 4:21         |
| 11.                 | «There Will Never Be Another One»         |                           | 4:25         |
| Общая длительность: | Общая длительность:                       | Общая длительность:       | 41:01        |

## В записи принимали участие
- Дугласс Робб — вокал, ритм-гитара
- Дэниэл Эстрин — соло-гитара
- Крис Хисс — барабаны, перкуссия
- Джизз Чартлэнд — бас, бэк-вокал

А также
- Мэтт Уоллес — продюсер
- Пол Дэвид Хагер — микширование
- Крис Хисс — микширование
- Эмили Лазар — мастеринг